# Ethel Smith
Ethel May Smith (Toronto, 5 juli 1907 - aldaar, 31 december 1979) was een Canadese atlete, die zich had toegelegd op de sprint. Zij nam eenmaal deel aan de Olympische Spelen en veroverde bij die gelegenheid een gouden en een bronzen medaille.

## Loopbaan
Smith werd geselecteerd voor de Canadese ploeg voor de Olympische Zomerspelen in Amsterdam; dit waren de eerste Spelen waarbij vrouwen mochten deelnemen aan atletiek. Smith won op de 100 m de bronzen medaille. Op de 4 × 100 m estafette won Smith samen met haar ploeggenotes de gouden medaille.

## Titels
- Olympisch kampioene 4 × 100 m estafette - 1928

## Persoonlijk record
| Onderdeel | Prestatie | Datum        | Plaats    |
| --------- | --------- | ------------ | --------- |
| 100 m     | 12,3 s    | 31 juli 1928 | Amsterdam |

## Belangrijkste prestaties

### 100 m
| Jaar | Wedstrijd | Plaats | tijd |
| ---- | --------- | ------ | ---- |
| 1928 | OS        | Brons  | 12,3 |

### 4 × 100 m
| Jaar | Wedstrijd | Plaats | tijd    |
| ---- | --------- | ------ | ------- |
| 1928 | OS        | Goud   | 48,4 WR |

1928: Rosenfeld, Smith, Bell, Cook ·
1932: Carew, Furtsch, Rogers, Von Bremen ·
1936: Bland, Rogers, Robinson, Stephens ·
1948: Stad-de Jong, Witziers-Timmer, van der Kade-Koudijs, Blankers-Koen ·
1952: Faggs, Jones, Moreau, Hardy ·
1956: Strickland, Croker, Mellor, Cuthbert ·
1960: Hudson, Williams, Jones, Rudolph ·
1964: Ciepły, Kirszenstein, Górecka, Kłobukowska ·
1968: Ferrell, Bailes, Netter, Tyus ·
1972: Krause, Mickler-Becker, Richter, Rosendahl ·
1976: Oelsner, Stecher, Bodendorf, Eckert ·
1980: Müller, Wöckel, Auerswald, Göhr ·
1984: Brown, Bolden, Cheeseborough, Ashford ·
1988: Brown, Echols, Griffith-Joyner, Ashford ·
1992: Ashford, Jones, Guidry, Torrence ·
1996: Devers, Miller, Gaines, Torrence ·
2000: Fynes, Sturrup, Davis, Ferguson ·
2004: Lawrence, Simpson, Bailey, Campbell ·
2008: Borlée, Mariën, Ouédraogo, Gevaert ·
2012: Madison, Felix, Knight, Jeter ·
2016: Madison, Felix, Gardner, Bowie ·
2020: Williams, Thompson-Herah, Fraser-Pryce, Jackson ·
2024: Jefferson, Terry, Thomas, Richardson